# Wolfsbehringen
Wolfsbehringen ist ein Ortsteil der Gemeinde Hörselberg-Hainich im Wartburgkreis in Thüringen. Er hat 471 Einwohner (Stand: Juli 2007).

## Geografie
Wolfsbehringen befindet sich am Südrand des Hainich, etwa zwei Kilometer südwestlich von Behringen und etwa fünfzehn Kilometer nordöstlich der Stadt Eisenach.

### Nachbargemeinden
Im Südosten grenzt Wolfsbehringen an die Gemeinde Nessetal im Landkreis Gotha, im Süden an Wenigenlupnitz, im Westen an Hütscheroda und im Norden und Nordosten an Behringen, alles Ortsteile von Hörselberg-Hainich.

### Berge
Die höchste Erhebung der Gemarkung befindet sich am Nordosthang des Hinterberg (360 m ü. NN), zugleich der westlichste Punkt der Gemarkung; östlich schließen sich der Kindel (355 m ü. NN) und der Möllmen (339,5 m ü. NN) an.

### Gewässer
Das Wolfsbehringer Gebiet ist Teil des Flusssystems der Nesse. Der Bieberbach entspringt in der Nähe von Hütscheroda, in ihn münden alle in der Wolfsbehringer Gemarkung entspringenden Quellbäche – Soeberbach, Aspach, Karnbach, Weidenbach und der oberste Abschnitt des Kirchbach.

## Geschichte
Die Flur des Ortsteils Wolfsbehringen wurde bereits in ur- und frühgeschichtlicher Zeit von Menschen besiedelt. Archäologische Funde dokumentieren eine kontinuierliche Besiedlung seit der Jungsteinzeit.
In karolingischer Zeit bildete sich am Westrand des Thüringer Beckens die Großmark  Behringen, bestehend aus Wolfsbehringen, Großenbehringen, östlich davon Oesterbehringen und der westlich gelegenen Wüstung Westheim heraus; hier hatten Kloster Fulda und Kloster Hersfeld bereits im 8. oder frühen 9. Jahrhundert Schenkungen von Grundherren erhalten.
Primär zur Kontrolle der hier verlaufenden Altstraßen südlich des Hainichs und des Nessetales, doch auch zum Schutz dieser Siedlungen entstanden bei dem Nachbarort Haina fünf Burg- und Befestigungsanlagen.
Die erste urkundliche Erwähnung Wolfsbehringens erfolgte in der Form  Uuoluesbaringa am 1. Juni 932.  Anlass: König Heinrich I. übertrug bei einem Gütertausch an das Kloster Hersfeld Reichsgut in den Behringen-Orten  Chirihbaringa, Uuoluesbaringa, Paringi
Im Hochmittelalter war der Ort Wolfsbehringen Teil der Landgrafschaft Thüringen und im Besitz des Eisenacher Nikolai-Klosters. Noch in den 1930er Jahren befanden sich auf dem Freigut, einem Gehöft am Westrand des Ortes, sichtbare Reste einer Turmhügelburg und eines Wassergrabens, welcher mit dem Dorfbach in Verbindung stand. Diese mittelalterlichen Baureste waren im Dorf als Kemenate bekannt.
Aus dem 16. Jahrhundert stammen Berichte über eine erhebliche Zunahme von Überfällen auf der alten Geleitsstraße über den Künkel, 1550 waren dort mehrere Kaufleute erschlagen worden und zur Erinnerung setzte man an der Straße ein Gedenkkreuz.
Seit dem Ende des 13. Jahrhunderts, bis nach dem Abschluss der Säkularisation der Klostergüter im 16. Jahrhundert, kam es unter den Wettinern zur Schaffung einer Landesverwaltung und Einrichtung von Amtsbezirken. Hierbei gingen die Behringen-Orte nördlich der Nesse an das Amt Gotha, sie gelangten zugleich mehrheitlich als Adelsorte in die direkte Verwaltung der Landadelsfamilie von Wangenheim (Wangenheimsches Gericht).
Zusammen mit den Gemeinden Großenbehringen und Oesterbehringen bildete Wolfsbehringen am 1. Juli 1950 die neue Gemeinde Behringen. Am 1. Januar 1957 verließ Wolfsbehringen diese Gemeinde und wurde wieder selbständig. Am 1. Juli 1999 wurde der Ort wieder in die Gemeinde Behringen eingegliedert. Seit dem 1. Dezember 2007 gehört er zusammen mit Behringen zur Gemeinde Hörselberg-Hainich.

## Sehenswürdigkeiten
An das Schiff der 1475 erbauten Laurentiuskirche wurde 1580 ein Glockenturm angefügt, 1744 wurde sie ausgebessert und 1762 neu errichtet. Die letzte Kirchensanierung erfolgte 1999.
Im Ort finden sich noch zahlreiche alte Hofanlagen und Fachwerkhäuser, z. B. das  1998 sanierte Bürgerhaus.
Der etwa 1500 m südlich des Ortes befindliche Flugplatz Eisenach-Kindel ist mehrmals im Jahr Veranstaltungsort von Sportereignissen, Messen und Besuchertagen.

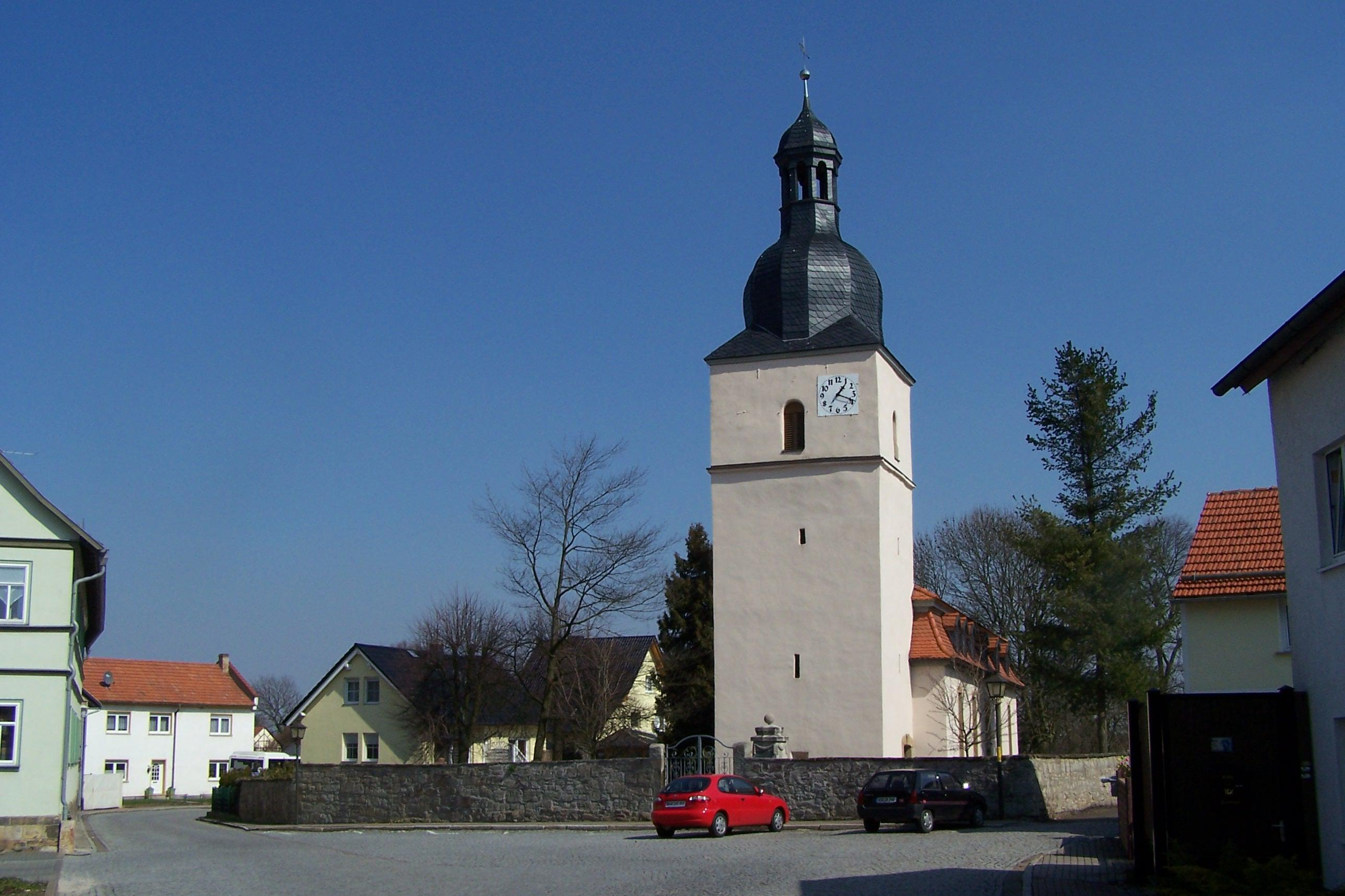
Die Laurentiuskirche (2009)
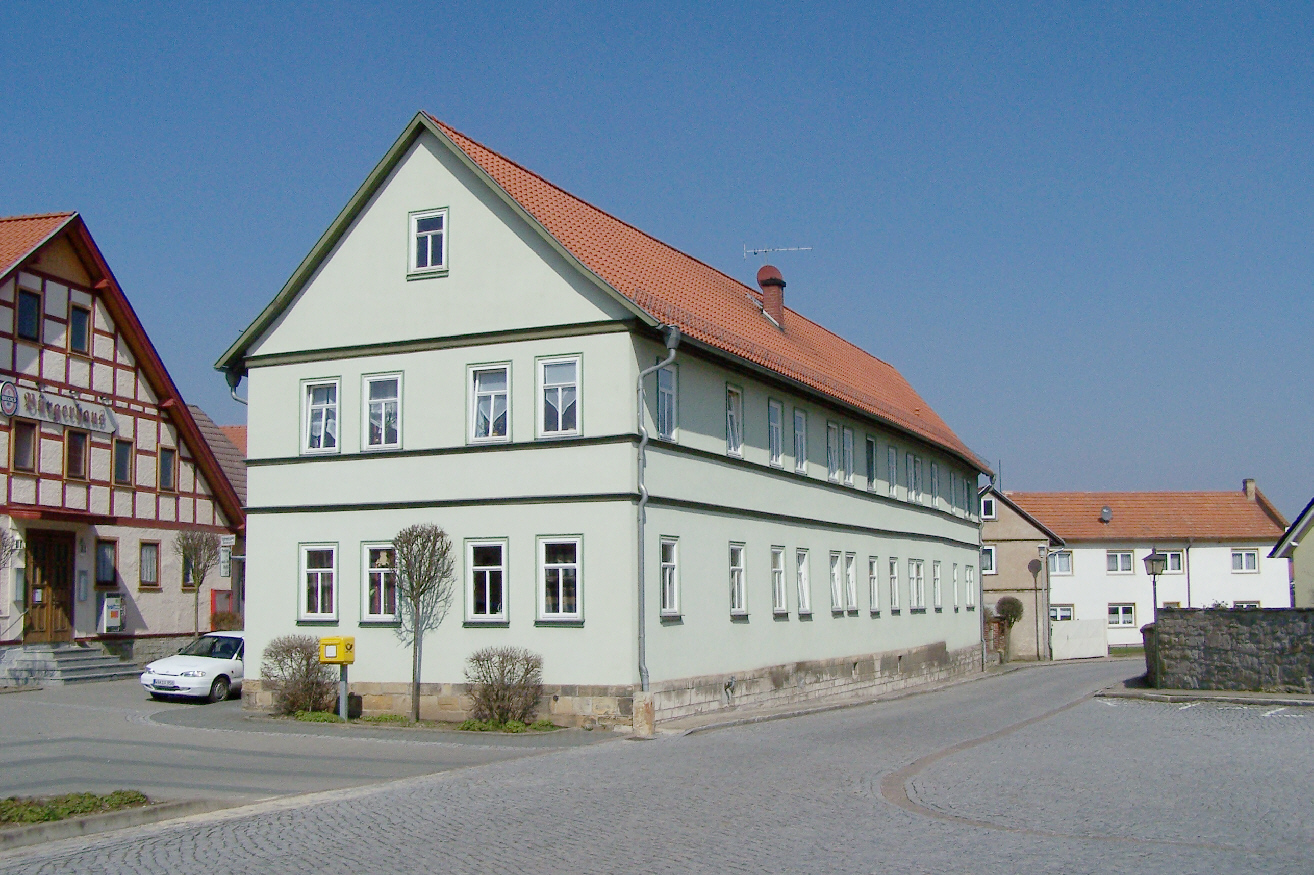
Bürgerhaus und Gemeindeverwaltung
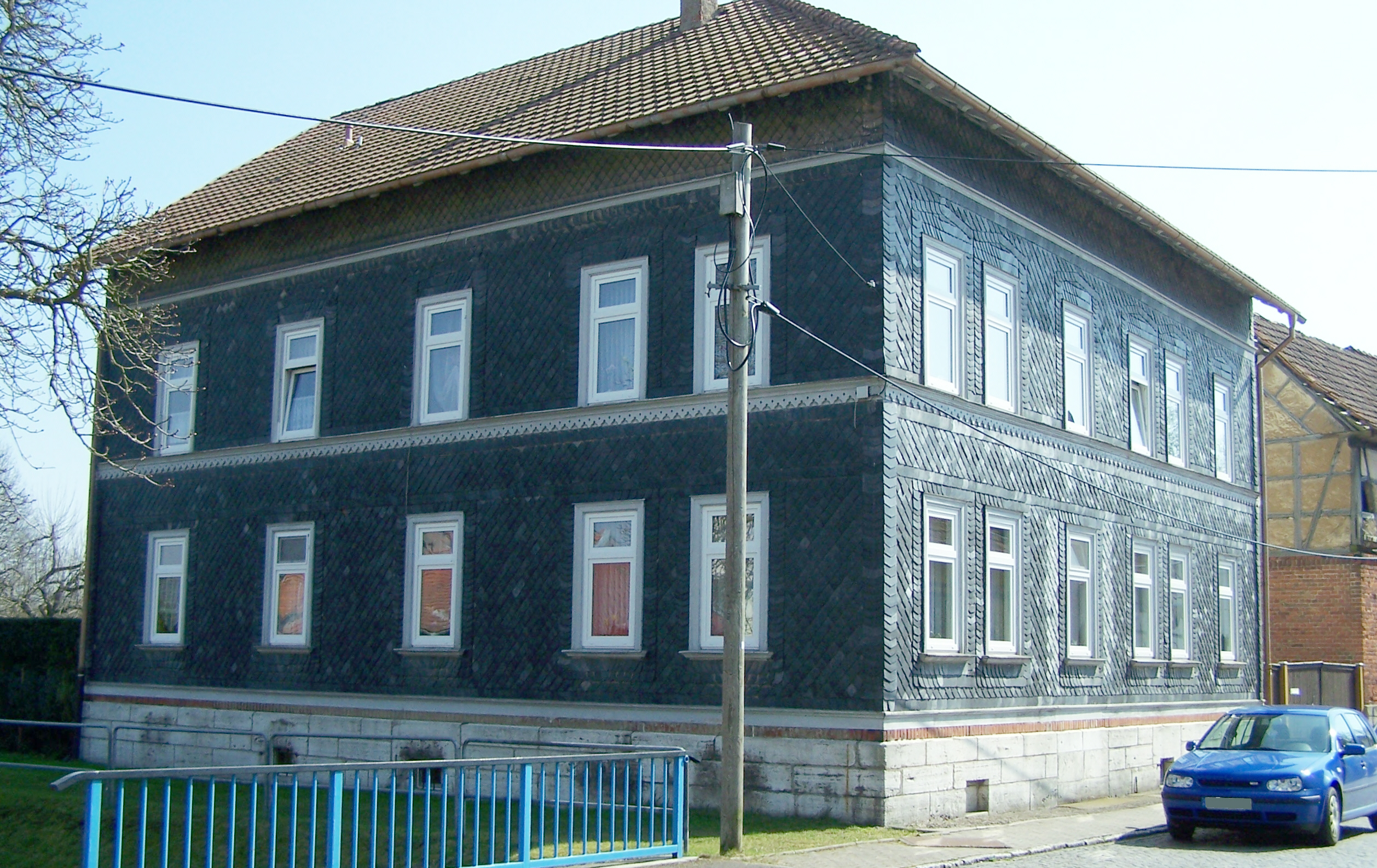
Ehemalige Dorfschule

## Politik

### Ortsteilrat
Der Ortsteilrat von Wolfsbehringen setzt sich aus dem Ortsteilbürgermeister und vier Ortsteilratsmitgliedern zusammen.

### Ortsteilbürgermeister
Zum Ortsteilbürgermeister wurde am 7. Oktober 2014 Michael Thomas (CDU) gewählt. Er ist Mitglied des Gemeinderates und bekleidet seit dem 23. Oktober 2014 das Amt des zweiten Beigeordneten der Gemeinde Hörselberg-Hainich.

## Verkehr

### Straßenverkehr
Der Ort ist nur über die Kreisstraße 503 (ehemalige Landesstraße 2120) von Behringen aus erreichbar. In Behringen besteht Anschluss an die B 84 in Richtung Eisenach und Bad Langensalza. Die nächstgelegenen Autobahnanschlussstellen der A 4 ist die etwa acht Kilometer entfernte Anschlussstelle 40a (Eisenach/Ost) bei Großenlupnitz.

### Schienenverkehr
Im Bahnhof Eisenach befindet sich der nächstgelegene Anschluss an das Intercity- und ICE-Netz der Deutschen Bahn. Der im Süden der Gemarkung gelegene ehemalige Gleisanschluss des Truppenübungsplatzes Kindel in Verlängerung der Nessetalbahn von Bufleben nach Friedrichswerth war ab dem Haltepunkt Friedrichswerth bis zum Endpunkt im Militärgelände Kindel nur für Güterverkehr bestimmt. Er wurde 1954 errichtet, 1995 stillgelegt und 2007 abgebaut.

### Luftverkehr
Der Flugplatz Eisenach-Kindel befindet sich etwa drei Kilometer vom Ortskern entfernt teilweise im Süden der Gemarkung, er ist zugelassen für Flugzeuge bis 20 Tonnen und Hubschrauber.

### Öffentlicher Personennahverkehr
Nach Wolfsbehringen verkehren die Buslinie 822 der Regionale(n) Verkehrsgemeinschaft Gotha GmbH (gehört zum Verkehrsverbund Mittelthüringen) von Gotha nach Wolfsbehringen und folgende Buslinien der Verkehrsgesellschaft Wartburgkreis mbH
| Linie | Fahrstrecke |
| ----- | --- |
| L-27  | Eisenach – Ettenhausen/N. – Bolleroda – Behringen – Tüngeda – Haina – Craula                                              |
| L-27a | Eisenach – Behringen – Bad Langensalza                                                                                    |
| 822   | Gotha – Goldbach – Wangenheim – Tüngeda – Reichenbach (Hörselberg-Hainich) – Oesterbehringen – Behringen – Wolfsbehringen |

## Persönlichkeiten
- Franz Dorotheus Gerlach (1793–1876), klassischer Philologe und Althistoriker